# Tắc kè lùn quần đảo Virgin
Tắc kè lùn quần đảo Virgin (Sphaerodactylus parthenopion) là một trong hai loài tắc kè mang danh hiệu "loài bò sát nhỏ nhất trên thế giới" (loài kia là tắc kè lùn Jaragua S. ariase). Nó được tìm thấy trên ba hòn đảo trong quần đảo Virgin thuộc Anh: Virgin Gorda, Tortola, và đảo Moskito. S. parthenopion được phát hiện vào năm 1964 và được cho rằng là họ hàng gần của loài tắc kè lùn Sphaerodactylus nicholsi sống ở Puerto Rico gần đó. Nó chia sẻ chung vùng phân bố với tắc kè nhỏ vảy lớn (S. macrolepis) vốn sinh sống trên các lá cây mục. Trái với S. macrolepis, S. parthenopion sinh sống trên các sườn đồi khô hơn mặc dù chúng cũng ưa thích các khu vực ẩm ướt nằm dưới các tảng đá vì chúng thiếu các cơ chế ngăn chặn việc mất nước – một vấn đề hóc búa do kích thước quá nhỏ của con vật.
Tắc kè lùn quần đảo Virgin có màu nâu sậm ở mặt lưng – thường đi kèm với những vết lốm đốm sẫm màu. Trung bình, chiều dài của chúng là khoảng 18 mm (0,71 in) tính từ mõm tới lỗ huyệt và kích thước gần như nhỏ bằng đồng 10 xu Hoa Kỳ. Con vật có cân nặng tối đa chỉ chừng 0,15 g (0,0053 oz). Tại vùng sau mắt và trên đỉnh cổ có những vằn màu nhạt, đây là một đặc điểm nhận dạng loài tắc kè này. Màu sắc của con đực và con cái không có gì khác biệt nhau, trong khi con cái thì to hơn con đực một chút. Khi rụng hay đứt đuôi thì đuôi của con vật có thể tự mọc lại được. Không có nhiều thông tin về đặc điểm sinh học cũng như quần thể của loài vật này được biết đến.

## Phân loài
Tắc kè lùn quần đảo Virgin được phát hiện vào mùa hè năm 1964 bởi nhà sinh học Richard Thomas khi ông đang trên một chuyến đi thu hoạch tại một sinh cảnh rừng khô ở sườn đồi thuộc đảo Virgin Gorda tại quần đảo Virgin thuộc Anh. Mẫu gốc của Sphaerodactylus parthenopion, MCZ 77211, là một con tắc kè cái bắt được vào ngày 12 tháng 8 năm 1964 tại sườn đồi ở trên vịnh Pond. Tổng cộng 8 paratype đã được thu thập trên đảo Virgin Gorda và chúng được dùng để nghiên cứu và tổng kết các đặc tính của loài sinh vật mới này.
Loài này được phân vào chi Sphaerodactylus hay "tắc kè lùn" không chỉ vì kích thước tí hon mà còn vì màu sắc đặc trưng trên đỉnh đầu của chúng. Những chiếc vảy trên đầu chúng khá nhỏ nhưng có sống ở giữa vảy và xếp đè lên nhau ở mặt trên với cùng một màu đen tuyền. Đồng thời ở phần trung của mặt trên thì không có vảy dạng hột và không có những vệt màu ở vùng bả vai và vùng xương chậu, xương cùng.
Mặc dù có khá nhiều khác biệt về đặc điểm hình dáng, S. parthenopion lại có thể là họ hàng gần nhất với loài tắc kè lùn S. nicholsi. Giống như S. parthenopion, loài S. nicholsi cũng có kích cỡ rất nhỏ – thật vậy chúng là loài tắc kè lùn đặc hữu nhỏ nhất ở Puerto Rico. Vùng phân bổ của một loài tắc kè lùn khác, S. townsendi nằm giữa và phân cách hai loài tắc kè lùn nói trên, điều này cho thấy có thể S. townsendi xuất hiện chỉ sau khi các loài S. parthenopion và S. nicholsi đã hình thành bởi quá trình tiến hóa phân hướng.

## Mô tả
Tắc kè lùn quần đảo Virgin là một trong những loài động vật có màng ối nhỏ nhất (bao hàm 23 nghìn loài bò sát, chim và thú), với kích thước trung bình tính từ đầu mõm đến lỗ huyệt là 18 mm (0,71 in) và cân nặng tối đa là 0,15 g (0,0053 oz), tuy nhiên có những cá thể chỉ nặng 0,043 g (0,0015 oz) và cân nặng trung bình vào khoảng 0,117 g (0,0041 oz). Loài động vật có màng ối duy nhất được biết đến có kích thước nhỏ hơn tắc kè lùn Virgin là loài tắc kè lùn Jaragua S. ariasae với chiều dào 16 mm (0,63 in) và cân nặng tối đa là 0,14 g (0,0049 oz).

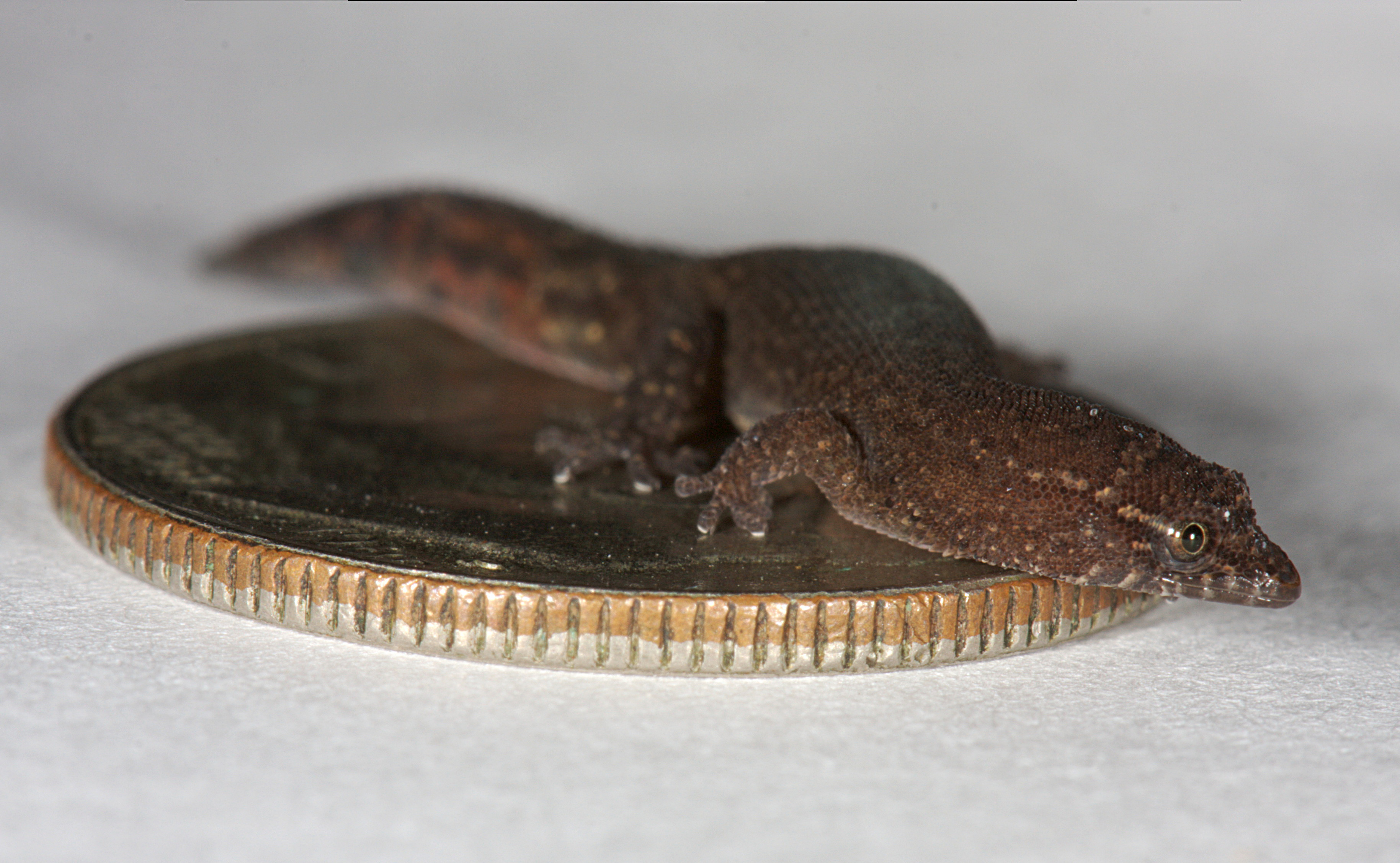
Tắc kè lùn quần đảo Virgin nhỏ gần bằng với đồng 10 xu của Hoa Kỳ.

Thông thường, tắc kè lùn quần đảo Virgin có màu nâu sậm ở vùng lưng và mặt trên của chân, xen kẽ với những đốm rời rạc có màu sậm hơn. Đồng thời, ở phía trước mắt, tại gốc mũi của con vật cũng có một hàng vảy sậm màu (mặc dù ở một số cá thể các vảy này không hiện rõ). Ở mỗi bên thân mình và ngay phía sau mắt con vật có một vằn hẹp, rìa sậm có màu nâu vàng chạy qua thái dương và mờ dần ở gần gốc đầu. Ở vùng chẩm, phía đỉnh đầu và sau mắt có một vằn hình bầu dục, rìa sậm và cũng có màu nâu vàng chạy từ bên này qua bên kia của đầu và đôi khi dính liền với hai vằn nằm phía sau mắt. Những vảy nâu sậm ở mặt lưng chạy qua mặt bụng và mờ dần tại đó, mặc dù ở bụng vẫn còn nhiều vảy giữ được phần viền sậm. Mặt bụng có màu xám nhạt hay màu kem. Đuôi con vật gần như có màu nâu vàng với những cụm vằn ngắn màu sậm. Phần cổ có những vằn màu sậm và nhạt ở hai bên thân mình.
Tắc kè lùn Virgin không có hiện tượng dị hình giới tính, điều này có nghĩa là con đực và con cái có diện mạo giống nhau; tuy nhiên kích thước trung bình của con cái có lớn hơn con đực một chút (chiều dài từ đầu mõm đến gốc đuôi của con cái là 18 mm (0,71 in) so với con đực là 16 mm (0,63 in). Mõm của con vật có chiều dài trung bình và tù chứ không nhọn. Đuôi của chúng cũng có thể mọc lại khi rụng.

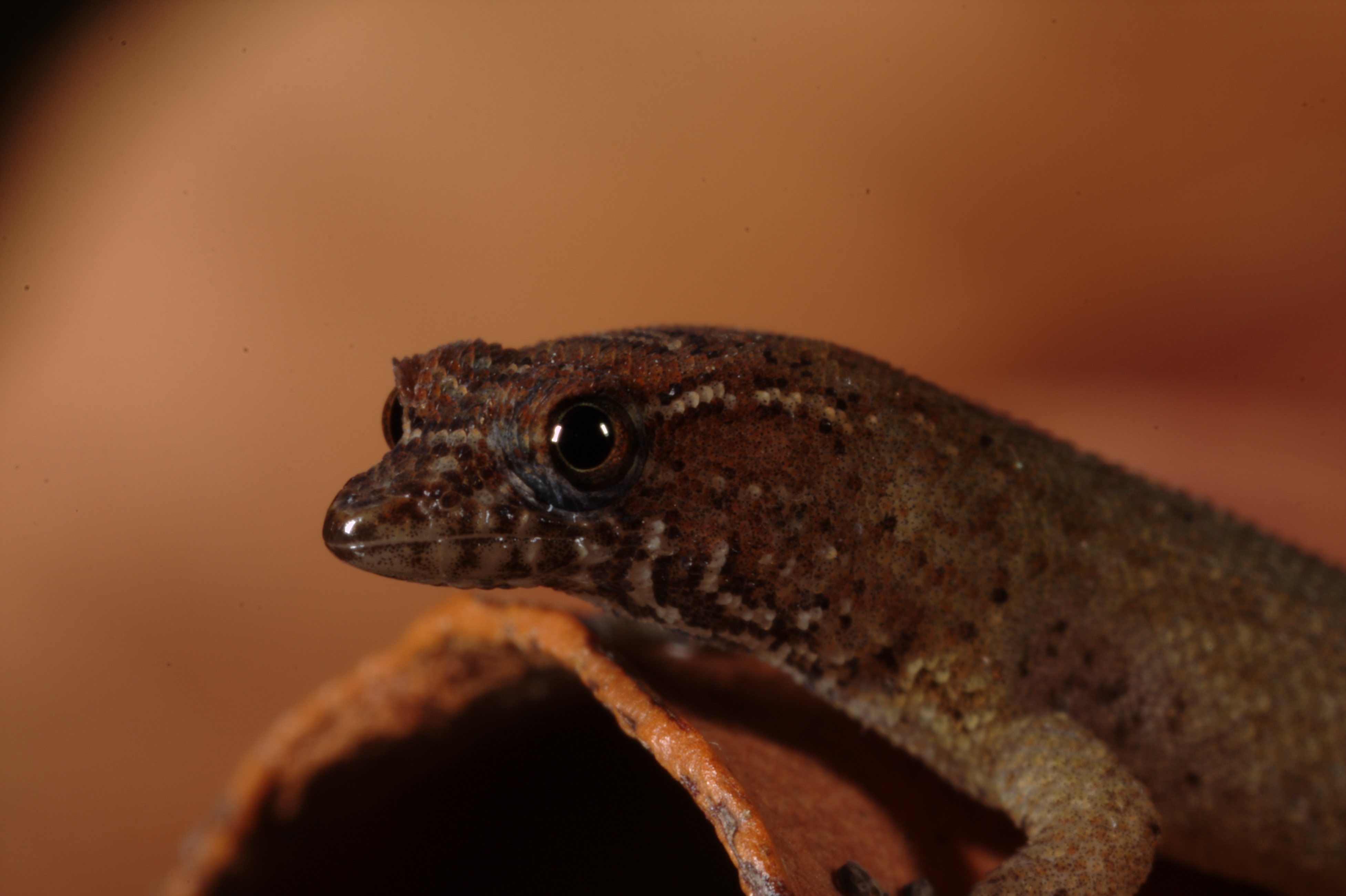
Hình chụp một con tắc kè lùn quần đảo Virgin, cho thấy một vằn màu vàng nằm ở phía sau mắt và thái dương, mờ dần khi chạy đến gốc đầu.

Vảy ở lưng con vật thường nhỏ, sắc, có sống, xếp đè lên nhau và phẳng, trong khi vùng cổ họng và ngực có sống. Vảy hình tròn được tìm thấy ở đỉnh đầu và phía trước cổ, trong khi vảy ở giữa cổ thì giống như ở lưng. Ở giữa lưng có hiện tượng vảy nhỏ bất thường và tập trung đông đúc, tuy nhiên những vảy này không có hình tròn. Ở mặt trên của đuôi, vảy cũng như ở lưng, trong khi ở mặt dưới của đuôi thì vảy nhẵn trơn, hình tròn, và to dần về phía giữa đuôi. Vảy mặt bụng nhìn chung tròn, nhẵn và cũng xếp đè lên nhau.
Số lượng vảy ở mặt lưng tính từ nách đến háng dao động từ 30 đến 35 cái, tính trung bình ra là 32 vảy. Số vảy mặt bụng nằm ở đường giữa bụng trong khoảng như trên dao động từ 20 đến 29 với con số trung bình là 28. Số vảy ở giữa thân trung bình là 52 cái, dao động từ 50 tới 55. Thông thường con vật có hai vảy mũi và 1-3 vảy giữa mũi. Có chừng 2-3 (thường là 3) vảy nằm trong phần từ môi trên đến mắt. Ở ngón thứ tư của bàn chân phải, có chừng 8 hay 9 (thường là 9) tấm mỏng giúp tăng cường ma sát cho tắc kè có thể đu bám trên cây, trên tường mà không bị rớt. Vảy ở vùng sinh dục khá nhỏ và chỉ mở rộng đến vùng đùi, có số lượng từ 3-5 vảy theo chiều dài và 11-13 vảy theo chiều ngang.

### So sánh với các loài tắc kè gần gũi khác

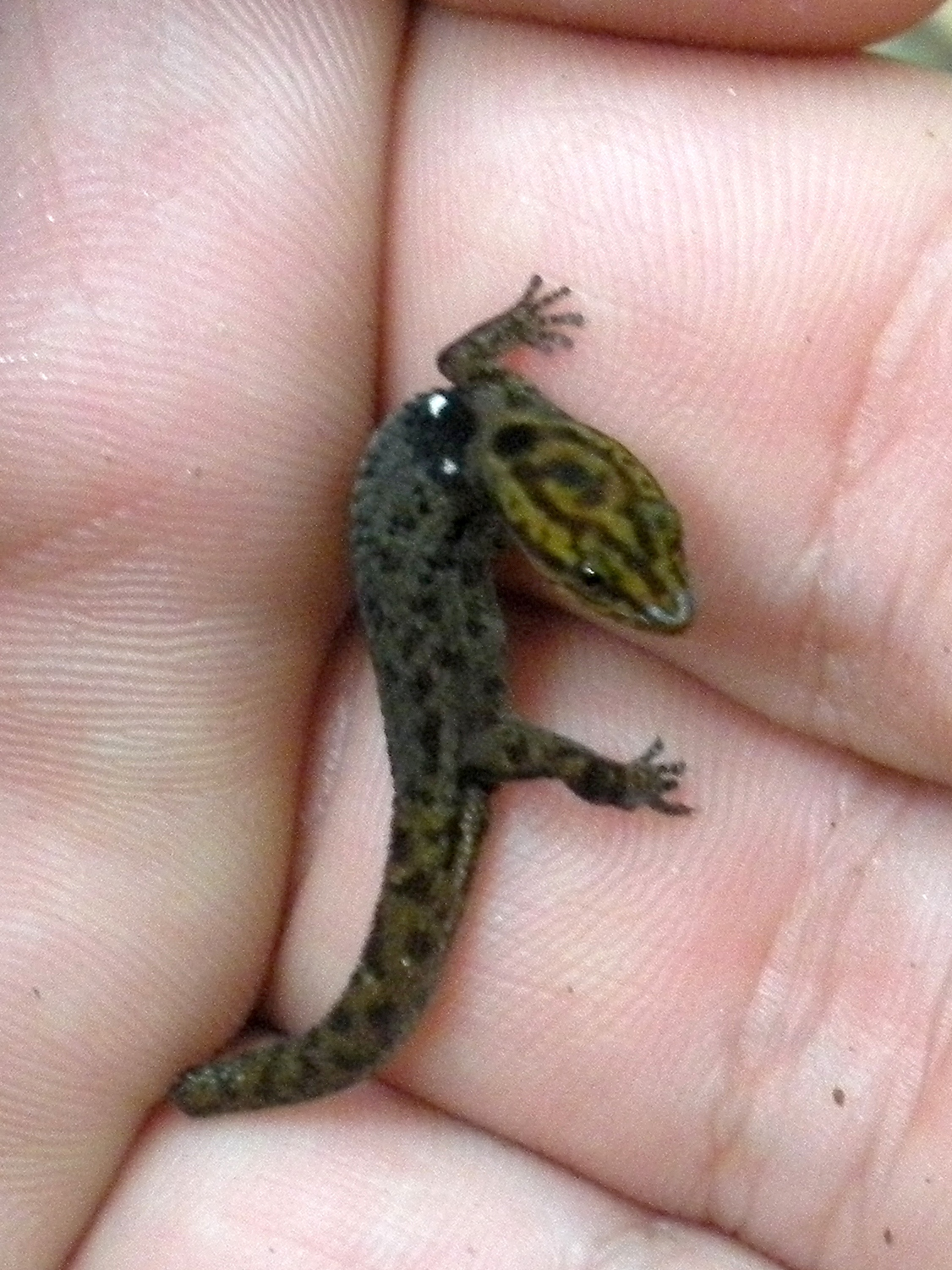
S. macrolepis trong lòng bàn tay của người đàn ông

Loài S. nicholsi ở Puerto Rico nặng hơn và to hơn tắc kè lùn quần đảo Virgin S. parthenopion, dài 20 đến 22 mm (0,8 đến 0,9 in) tính từ đầu mõm tới gốc đuôi. Kích thước vảy của con vật cũng có khác biệt, phản ánh trong việc so sánh số lượng vảy đếm được giữa 2 loài. S. nicholsi có 19-24 vảy mặt lưng tính từ nách tới háng, trong khi S. parthenopion có từ 30-35 vảy. Đồng thời S. nicholsi chỉ có 34-42 vảy ở vùng giữa cơ thể so với 50-55 vảy ở S. parthenopion, và số lượng vảy mặt lưng tính từ nách tới háng chỉ có khoảng 21-26 cái so với 26-29 cái ở S. parthenopion. S. nicholsi thông thường có 1 vảy giữa mũi so với 2 vảy thường thấy ở nhiều cá thể S. parthenopion. Vảy vùng sinh dục cũng lớn hơn ở cá thể đực của S. nicholsi. Về màu sắc, cả S. nicholsi và S. parthenopion khá giống nhau, nhưng S. nicholsi thường có những hoa văn hình lưỡi liềm ở đầu, giao thoa với những vằn ở sau mắt, trái với vằn hình bầu dục của S. parthenopion tách rời với vảy sau mắt. Đồng thời, vằn sau mắt của S. nicholsi chạy đến tận đuôi chứ không chỉ dừng dại ở cuối cổ. Vằn mặt lưng ở hai bên hông của S. nicholsi hội tụ lại với nhau hình thành một hoa văn hình chữ U hay chữ Y ở vùng chậu. Đại đa số các tắc kè S. nicholsi có hoa văn ở vùng bả vai bao hàm 2 chấm nhỏ màu nhạt bao quanh bởi vùng da màu đen.
Loài tắc kè nhỏ vảy lớn S. macrolepis có kích thước lớn hơn rất nhiều so với S. parthenopion, dài 25 đến 30 mm (0,98 đến 1,18 in) tính từ đầu mõm tới gốc đuôi và cũng có vảy lớn hơn. Theo Thomas, S. macrolepis có những vằn sậm ở hai bên hông và các đốm ở mặt lưng trên màu nền nâu vàng hay nâu nhạt ở với hai đốm tròn viền đen đậm (đối với con cái) hay một cơ thể có màu vàng nâu tuyền với ít đốm tròn và vùng đầu có các vằn hình gợn sóng lăn tăn tương phản với màu nền là xám, vàng hay cam tuyền (ở con đực).

## Phân bố và môi trường sống
Loài này ban đầu chỉ được tìm thấy trên đảo Virgin Gorda, sau đó, nó được tìm thấy trên các đảo Tortola và đảo Mosquito. Dải phân bố của nó đôi khi trên toàn quần đảo Virgin thuộc Anh, mặc dù cuộc tìm kiếm đầu tiên của Thomas không tìm thấy bất cứ tiêu bản nào ở Tortola, Anegada, hoặc các đảo nhỏ khác, cũng như không có trên các đảo Virgin thuộc Hoa Kỳ như Saint Croix, Saint Thomas, và Saint John. Sự phân bố của chúng được xem là bất thường do sự tách biệt các loài có quan hệ gần gũi của nó như S. nicholsi ở Puerto Rico, một loài khác Puerto Rican Crested Toad (Bufo lemur), có dải phân bố bao gồm trên cả hai đảo vẫn chưa tách ra.
Tắc kè lùn quần đảo Virgin thích sống ở các rừng bụi rậm khô thường xen lẫn với xương rồng và cây có gai trên các sườn đồi đá. Nó từng được tìm thấy ở ngay ngấn nước biển, mặc dù không phải trên bãi biển trong đám rác rong biển hoặc trong các đống rác dừa mục trong đới tích tụ rác dọc bãi biển, giống như loài lớn hơn và phổ biến hơn là S. macrolepis cùng sống chung dải phân bố của nó. Cũng không giống như các loài tắc kè lớn, chúng không tập hợp thành "bầy" trong rác lá, nhưng chỉ được tìm thấy không phổ biến dưới các tản đá, là các vi môi trường ẩm hoặc ẩm trung bình trong hốc sinh thái khô của chúng.

## Sinh thái và hành vi
Giống như các loài tắc kè lùn khác, rất ít thông tin về đặc điểm sinh thái và hành vi của tắc kè lùn Virgin được các nhà khoa học biết đến. Do kích thước nhỏ dẫn tới tỉ lệ diện tích bề mặt trên thể tích lớn, tắc kè lùn quần đảo Virgin được cho rằng dễ nhạy cảm với việc mất nước qua da và vì vậy khả năng tồn tại trong những điều kiện môi trường bán khô hạn của chúng đang được quan tâm nghiên cứu.
Ở đây, trái với các loài thằn lằn sinh sống ở các bãi cát tại hoang mạc, tắc kè lùn quần đảo Virgin không có các đặc điểm thích nghi giúp ngăn ngừa sự mất nước với tốc độ tương tự như đối với các loài thằn lằn sống ở các nơi ẩm thấp. Chỉ xét riêng về kích thước, tắc kè lùn Virgin mất nước nhanh hơn đến 70% so với các loài tắc kè lớn sống cùng nơi. Tuy nhiên, con vật vẫn tồn tại được nhờ sinh sống ở những vi môi trường có độ ẩm cao – ngay cả trong điều kiện môi trường tổng quát ở trạng thái tương đối khô – bằng việc điều chỉnh vòng đời sinh sản sao cho trứng luôn nở vào thời điểm mưa nhiều và độ ẩm cao, đồng thời hoạt động của con vật cũng giảm thiểu tối đa trong những khoảnh khắc khô nóng nhất trong ngày.

## Bảo tồn
Hiện giới khoa học chỉ có rất ít thông tin về loài tắc kè này nên không thể nào đoán định chính xác về số lượng cá thể của chúng trong tự nhiên. Loài vật này được đánh giá là hiện diện ở mức độ "thông thường vừa phải" mặc dù việc tìm kiếm chúng rất khó do kích thước quá nhỏ và màu sắc giúp con vật dễ ngụy trang. Phân bổ của loài tắc kè lùn này ở quần đảo Virgin thuộc Anh có vẻ như là tương đối hạn chế, và việc phát triển đất đai có thể ảnh hưởng tiêu cực đến chúng.
Vào đầu năm 2011, tắc kè lùn quần đảo Virgin bắt đầu thu hút sự chú ý của công luận khi nhà tỉ phú Richard Branson công bố kế hoạch du nhập một loài vượn cáo đang bị đe dọa tuyệt chủng ở Madagascar vào đảo Moskito nhằm gây giống trong điều kiện nuôi nhốt loài vượn cáo này để bảo tồn chúng. Tuy nhiên, các nhà sinh học cũng như dư luận nhanh chóng bày tỏ lo ngại về hậu quả xảy ra đối với các loài bản địa ở đảo này nếu du nhập vượn cáo vào đảo. Đặc biệt, người ta lo sợ rằng tắc kè lùn quần đảo Virgin – được đánh giá là một trong những loài bò sát hiếm nhất – sẽ bị vượn cáo tiêu diệt hoàn toàn trên đảo này do đặc tính hung hãn cũng như thói ăn tạp của vượn cáo. Một số nhà nghiên cứu khác quan ngại về việc vượn cáo có thể phát triển quá mức hoặc mang các mầm bệnh lạ vào đảo. Lãnh đạo của bộ phận đánh giá tác động môi trường của Richard Branson thừa nhận rằng việc du nhập vượn cáo phải được tiến hành hết sức cẩn thận, ngay từ trước khi kế hoạch được công bố. Về loài tắc kè lùn quần đảo Virgin, Branson cho rằng không cần phải lo ngại vì vượn cáo chủ yếu ăn thực vật và hiếm khi ăn tắc kè. Tuy nhiên, sau đó Branson thay đổi ý kiến và nói rằng "Tôi sẽ giữ bọn vượn cáo trong các khu vực kín đồng thời chúng tôi sẽ đưa những chuyên gia tới để tiến hành những khảo sát sâu hơn về tắc kè và nhất là loài tắc kè lùn. Nếu như những nghiên cứu này cho thấy những mối nguy hại thật sự đối với tắc kè, chúng tôi sẽ nhốt vượn cáo trong các khu vực kín."